# حي الصافية (صنعاء)

تعديل مصدري - تعديل

'حي الصافية أحد أحياء مديرية الصافية في مدينة صنعاء اليمنية، بلغ عدد سكانه 102612 نسمة عام 2004.